# Séhintiro
Séhintiro est une localité du département de Tiankoura, dans la province du Bougouriba (région du Sud-Ouest) au Burkina Faso. En 2006, cette localité comptait 493 habitants dont 55,3% de femmes.